# Le Pouce (César)

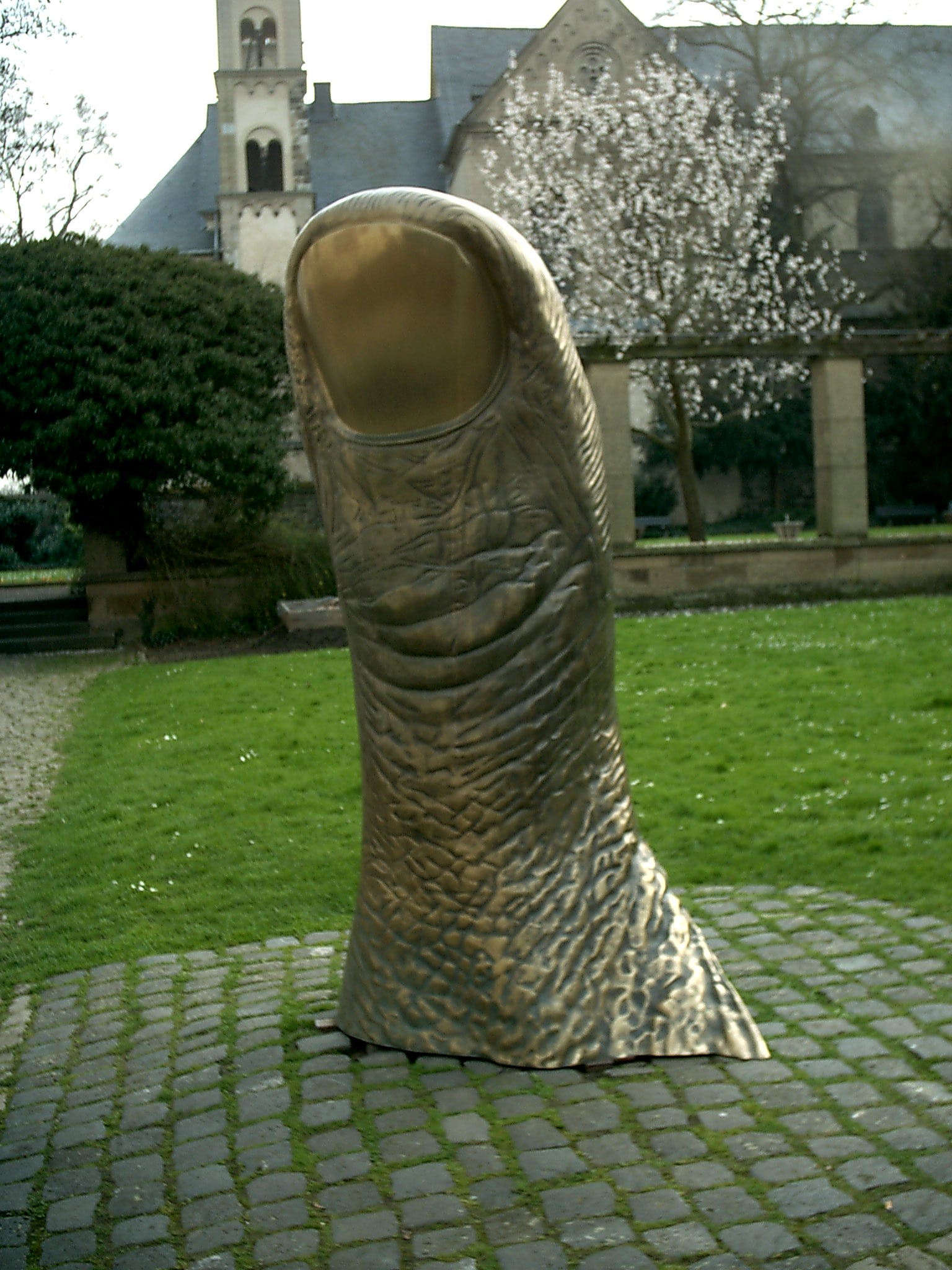
Le Pouce,, Coblence, Allemagne

Le Pouce est une série d'œuvres du sculpteur César entreprise à partir de 1965 et représentant des agrandissements de son propre pouce.

## Caractéristiques
En 1965, César, qui travaille jusque là sur le métal, décide d'utiliser des matériaux alors innovants comme le plastique ou la résine. Il débute également une série d'œuvres qu'il intitule « Expansions » (par opposition aux Compressions qu'il a réalisées auparavant), basée sur le principe de l'agrandissement pantographique. À cette date, le galeriste parisien Claude Bernard à Paris commande à César une œuvre pour l'exposition « La Main de Rodin à Picasso ». César réalise une empreinte de son propre pouce par moulage, qu'il agrandit ensuite à 40 cm et réalise en plastique translucide rose. La sculpture reproduit fidèlement le doigt tendu de l'auteur (ongle, plis de la peau, dermatoglyphes, etc.) qui, reposant sur la zone qui le relie d'ordinaire au reste de la main, semble ainsi dressé vers le haut.
Devant le succès de l'œuvre, César décide de la dupliquer en différentes tailles et matériaux : colle polyester, cristal, bronze et même sucre. Le plus grand agrandissement, exposé à La Défense, mesure 12 m de haut et pèse 18 t.
César a réalisé d'autres expansions de sa propre main : La Main (dont un exemplaire est visible au collège Henri-Bosco de La Valette-du-Var), Le Poing (visible à Djeddah et à Monaco) et Liberté (deux doigts formant le signe V, Épinal).

## Sculptures monumentales
Parmi la vingtaine de réalisations monumentales du Pouce :
- Collège Romain-Rolland, Le Plessis-Robinson, France; cette sculpture de 6m de haut, propriété du département des Hauts de Seine, a été transférée en 2018 à Boulogne-Billancourt, sur l'île Seguin, devant le bâtiment de la Seine Musicale.
- Rond-point Pierre-Guerre,à Marseille, France, ville natale de César  (bronze, 6 m, 6 t ; 1994)
- Parvis de l'Hôtel de ville, Nice, France
- Le Pouce, La Défense, France (bronze, 12 m, 18 tonnes, la plus massive des éditions ; commandée en 1989, inaugurée en 1994, restaurée en 2015[6]).
- Jardin de sculptures du Ludwig Museum (de), Coblence, Allemagne[2]
- Parc olympique, Séoul, Corée du Sud (1988[7])
- Hirshhorn Museum and Sculpture Garden, Washington, États-Unis (bronze, 88 cm ; 1968[8])
- Musée d'art moderne Louisiana, Humlebæk, Danemark
- Riyad, capitale de l’Arabie saoudite, où une statue en marbre de Carrare a été réalisée pour le roi Fahd.
- Paris, devant le centre Pompidou (6 m de haut)